# Akcja „Burza” w Okręgu Tarnopol Armii Krajowej

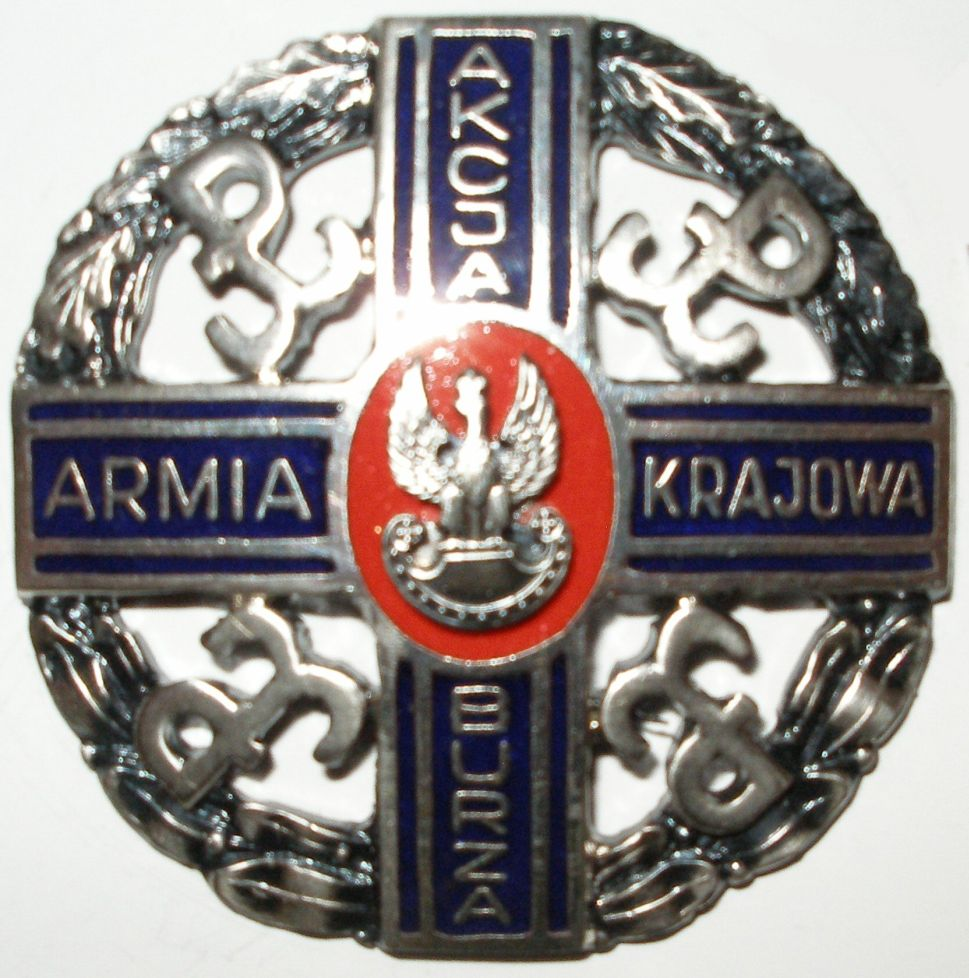
Odznaka AK przyznawana za udział w akcji „Burza”

Akcja „Burza” w Okręgu Tarnopol AK – część akcji wojskowej zorganizowanej i podjętej przez oddziały Armii Krajowej przeciw wojskom niemieckim w końcowej fazie okupacji niemieckiej, bezpośrednio przed wkroczeniem Armii Czerwonej, prowadzona w granicach II Rzeczypospolitej.
W 1943 komenda okręgu tarnopolskiego prowadziła intensywne przygotowania do „Burzy”, trafnie prognozując, że na początku 1944 Rosjanie wkroczą na teren okręgu. Znaczna część sił znajdowała się pod bronią w terenie, osłaniając skupiska ludności polskiej przed atakami UPA.

## Reorganizacja i walki
4 stycznia Rosjanie przekroczyli granicę województwa. Komendant okręgu wydał rozkaz do rozpoczęcia „Burzy” w inspektoratach: Tarnopol, Czortków i Złoczów.
W ramach „Burzy” okręg miał rozwinąć 12 Dywizję Piechoty AK. W rejonie Brzeżan, Podhajec i Monasterzysk rozwinięto 51 Pułku Piechoty Strzelców Kresowych por. Antoniego Fanderowskiego „Wana”. W rejonie Złoczowa, Zborowa i Buska odtwarzono 52 Pułk Piechoty Strzelców Kresowych por. Michała Horvatha „Kmicica”. 54 Pułk Piechoty Strzelców Kresowych AK planowano rozwinąć w okolicach Tarnopola. Zmobilizowane 51 i 52 pp AK liczyły po około 700 partyzantów.
Dowódcą zgrupowania tych jednostek został kpt. Franciszek Garwola „Dziryt”.
Najwcześniej do „Burzy” przystąpiły oddziały 54 pp Armii Krajowej. 7–8 marca wykolejono 16 pociągów. Na obrzeżach Tarnopola oddziały stoczyły boje z Wehrmachtem. 10 marca 1944 Tarnopol przekształcono w rejon umocniony. Partyzanci nie zdołali przebić się do miasta. Otoczony przez oddziały rosyjskie, garnizon Tarnopola bronił się do 16 kwietnia.
W lipcu oddziały AK nadal realizowały plan „Burza”. Wysadzono kilka mostów, a część opanowano i utrzymano do nadejścia Armii Czerwonej. W pierwszych momentach styczności dochodziło do współdziałania. Zgodnie z rozkazem komendanta Obszaru Lwowskiego z 7 lipca 1944 oddziały AK przy zetknięciu się z regularnymi wojskami sowietów ujawniać się miały jako „Zgrupowanie 12 DP na polu walki, o składzie: 51 i 52 pp”.

## Rozbrojenie
Komendant Obszaru Lwowskiego polecił 12 DP AK skoncentrować się w rejonie Bóbrki i przejść pod Lwów. Oddziały 51 i 52 pp AK zostały jednak przez Sowietów rozbrojone. Część oficerów i żołnierzy kierowano do obozów formowania Wojska Polskiego, część pozostawiono na krótko w batalionach strzeleckich do obrony miast przed atakami UPA. Znaczną część wywieziono do łagrów i więzień.